# Tuwinische Volksrepublik
Die Tuwinische Volksrepublik (tuwinisch Tьʙa Arat Respuʙlik [Lateinalphabet] bzw. ab 1943 Тыва Арат Республика Tywa Arat Respublika [kyrillisches Alphabet]; russisch Тувинская Народная Республика Tuwinskaja Narodnaja Respublika), 1921 bis 1924 Republik Tannu-Tuwa (tuwinisch Таңды-Тыва Улус [Республика] Tangdy-Tywa Ulus [Respublika]; russisch Республика Танну-Тува Respublika Tannu-Tuwa) war ein von 1921 bis 1944 bestehender Staat im Süden Sibiriens. Verfassungen stammen aus den Jahren 1921, 1923, 1924, 1926, 1930 und 1941.
Die tuwinische Volksrepublik stand politisch und wirtschaftlich stark unter dem Einfluss der Sowjetunion (UdSSR) und wurde von Zeitgenossen in Deutschland und den USA als Marionettenstaat oder sowjetische „Kolonie“ betrachtet. Neben der UdSSR erkannte nur die Mongolische Volksrepublik die Republik als souveränen und unabhängigen Staat an. Auch Deutschland erkannte das Land nicht an.
1944 wurde das Gebiet Teil der Sowjetunion, zunächst als Autonome Oblast Tuwa, 1962 als Tuwinische ASSR; seit 1992 ist Tuwa (auch Tuwinien) eine autonome Republik im südlichen Teil des asiatischen Russlands.

## Republik Urjanchai
1911 spaltete sich infolge der Xinhai-Revolution das damals als Äußere Mongolei (heute: Mongolei) bezeichnete Gebiet, zu dem auch die Provinz Tannu-Urjanchai gehörte, vom Kaiserreich China ab. Unterstützt durch das Russische Kaiserreich bildete sich eine separatistische Bewegung, die am 15. Februar 1912 die Unabhängigkeit von Tuwa unter dem Namen „Republik Urjanchai“ proklamierte.

## Russisches Protektorat
Im April 1914 errichtete das Russische Kaiserreich auf dem größten Teil des tuwinischen Gebietes das Protektorat Urjanchai Krai (russisch Урянхайский край, Region Urjanchai), um seine Händler und die rund 4.000 russischen Siedler zu unterstützen. Zur Verwaltung des Gebietes gründeten die Beauftragten der russischen Regierung die Siedlung Belozarsk (russisch Белоцарск, „Weiße Stadt des Zaren“).

## Russischer Bürgerkrieg
Im Jahr 1917 lebten 12.000–15.000 russische Siedler und 60.000 Tuwiner in dem Gebiet. Vom 5. Juli 1918 bis zum 15. Juli 1919 okkupierte die Weiße Armee des Admirals Alexander Wassiljewitsch Koltschak den größten Teil des Landes (Gouverneur war Pjotr Iwanowitsch Turtschaninow), chinesische Truppen eroberten den Südwesten und mongolische Truppen unter Chatanbaatar Magsardschaw den Süden Tannu-Tuwas. Von Juli 1919 bis Februar 1920 besetzte die russische Rote Armee das Land. Vom 19. Februar 1920 bis Juni 1921 gliederte China das Tannu-Tuwa wieder in sein Staatsgebiet ein, Gouverneur wurde Yan Shi-chao.

## Republik Tannu-Tuwa
Am 14. August 1921 erklärten russische Siedler mit Unterstützung der Roten Armee die Unabhängigkeit der „Volksrepublik Tuwa“ und proklamierten 1922 die „Republik Tannu-Tuwa Ulus“ (tuwinisch Таңды Тыва Улус [Республика] Tangdy-Tywa Ulus [Respublika]; benannt nach dem Tannu-ola-Gebirge; Ulus: „Befehlsbereich, Staat, Volk“). Die erste Regierung der Räterepublik führte von 1921 bis 1924 der Mongush Buyan-Badyrgy, das feudale Oberhaupt des Choschun (Bezirks) Daa (mongolisch Nojon Bujan-Badrachuund).

## Tuwinische Volksrepublik
1924 wurde Donduk Kuular Vorsitzender des Kleinen Churals, des tuwinischen Parlaments, und damit Staatsoberhaupt. Kuular erhob den Buddhismus zur Staatsreligion. Er versuchte, den Zuzug russischer Siedler sowie die sowjetische Propaganda im Land einzuschränken und eine engere Anbindung an die Mongolische Volksrepublik herzustellen. Donduk Kuular verfolgte die Absicht, Tuwa in eine lamaistische Theokratie umzuwandeln. Im November 1926 wurde Donduk Kuular zum Ministerpräsidenten gewählt und das Land in „Tuwinische Volksrepublik“ (Tьʙa Arat Respuʙlik, TAR) umbenannt.

Flagge der Tuwinischen Volksrepublik 1926–1930

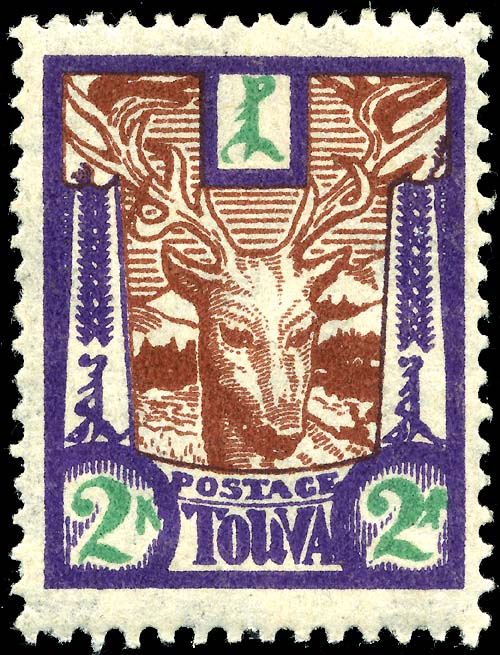
Briefmarke von 1927

Die Hauptstadt Belozarsk (seit 1918 Chem-Beldyr) erhielt 1926 den Namen Kyzyl („Rot“ in den Turksprachen, russisch Кызыл). Die offizielle Landeswährung war zunächst der russische bzw. sowjetische Rubel unter der Bezeichnung Lan, von 1934 bis 1944 der tuwinische Akşa, der an den Rubel gebunden war.
Im Januar 1929 initiierte die Sowjetunion einen Staatsstreich in der Tuwinischen Volksrepublik, in dessen Zuge Donduk Kuular als Ministerpräsident abgesetzt und verhaftet wurde. 1930 wurden fünf junge tuwinische Absolventen der Kommunistischen Universität der Werktätigen des Ostens in Moskau zu Sonderkommissaren für Tuwa ernannt. Diese Gruppe war es, die Kuular exekutieren lassen wollte, was auf Befehl Stalins 1932 dann auch vollzogen wurde. Strikt der Linie Josef Stalins folgend, „säuberten“ sie die Tuwinische Kommunistische Partei von ungefähr einem Drittel ihrer Mitglieder und verstärkten den Druck zur Kollektivierung der Landwirtschaft in dem traditionell nomadischen Land. Die neue Regierung verfolgte eine Politik der Zerstörung des Buddhismus und Schamanismus in Tuwa, was ebenfalls von Stalin ausging. Das Land wurde zu einem Satellitenstaat der Sowjetunion.
Als Beweis für den Erfolg dieser Aktivitäten kann die Abnahme der Anzahl der Lamas im Land gesehen werden: 1929 gab es 25 buddhistische Klöster und ungefähr 4000 Lamas und Schamanen; 1931 gab es gerade noch ein buddhistisches Kloster, 15 Lamas und ungefähr 725 Schamanen. Die Versuche zur Ausrottung des Nomadismus durch gewaltsame Sesshaftmachung der Nomaden waren schwieriger. Eine Volkszählung zeigte, dass 1931 82,2 % der Tuwiner Nomaden waren.
Saltschak Toka, einer dieser fünf Sonderkommissare, wurde Generalsekretär der 1932 gegründeten Tuwinischen Revolutionären Volkspartei (TPRP).
Tuwa trat am 22. Juni 1941, am Tag des Beginns des Unternehmens Barbarossa Deutschlands gegen die UdSSR, auf der Seite der Alliierten in den Zweiten Weltkrieg ein. Ein tuwinisches Infanterieregiment und ein Kavalleriebataillon kämpften in der Roten Armee, ein tuwinischer Panzersoldat erhielt den Ehrentitel Held der Sowjetunion.
Zur Spätzeit der Republik war der Staat kaum sozialistisch organisiert: Der privatwirtschaftliche Sektor in der tuwinischen Wirtschaft machte noch im Jahr 1943 57,3 % aus. 1944 wurden in Tuwa Uranvorkommen entdeckt.
Am 17. August 1944 „beantragte“ der Kleine Chural auf einer Sondersitzung die Eingliederung der Volksrepublik in die Sowjetunion. Das Präsidium des Obersten Sowjets der UdSSR stimmte dem zu, und am 13. Oktober 1944 wurde die tuwinische Volksrepublik als Autonomes Gebiet Teil der Russischen Sozialistischen Föderativen Sowjetrepublik (RSFSR). Bemerkenswert war der doppelte Verfassungsbruch, denn gemäß der tuwinischen wie auch der sowjetischen Verfassung hätte eine solche Entscheidung nur der Große Chural bzw. der Oberste Sowjet der UdSSR treffen können. Sowjetische Zeitungen berichteten erst zwei Jahre später darüber, andere zeitgenössische Publikationen nennen auch das Jahr 1945 als den Zeitpunkt der Eingliederung in die UdSSR.
Die Eingliederung in die UdSSR brachte für das Land keine sichtbaren Veränderungen, war das Gebiet doch bereits seit mehr als einem Jahrzehnt politisch wie wirtschaftlich ein Teil der Sowjetunion geworden: Der gesamte Außenhandel wurde mit der UdSSR abgewickelt, die eigentliche Macht im Land übten sowjetische Berater aus. Bei der Umwandlung des bis dato formal „unabhängigen“ Staates in eine Verwaltungseinheit der UdSSR wurden nur die staatlichen Behörden umbenannt, die Tuwinische Kommunistische Partei in die KPdSU eingegliedert und die diplomatische Gesandtschaft aus Moskau abberufen.

## Wirtschaft
Die Wirtschaft Tuwas war fast ausschließlich eine Nomadenwirtschaft; gehalten wurden Rinder, Schafe, Ziegen, Pferde, Yaks, Kamele und Rentiere. Die kalten Winter sorgten dabei regelmäßig für hohe Verluste, der Bau von Ställen oder das Anlegen von Futtervorräten war weitgehend unbekannt. Hauptnahrungsmittel waren Milch und Fleisch der Herden, teilweise wurde die Ernährung durch Jagd und Sammeln von Früchten, Nüssen oder Zwiebeln sowie Fischfang ergänzt.
Der Verkauf von Fellen und Geweihen an russische bzw. sowjetische und chinesische Händler sorgte für ein geringes Einkommen. Ackerbau war in der nomadischen Gesellschaft wenig verbreitet, solcher wurde nur in geringem Umfang in besonders geeigneten Gebieten und mit einfachen Methoden betrieben.